# Hrabstwo Hanover

Piramida wieku hrabstwa

Hrabstwo Hanover – hrabstwo w USA, w stanie Wirginia, według spisu z 2000 roku liczba ludności wynosiła 86320. Siedzibą hrabstwa jest Hanover.

## Geografia
Według spisu hrabstwo zajmuje powierzchnię 1228 km², z czego 1224 km² stanowią lądy, a 4 km² – wody.

### Miasta
- Ashland

### CDP
- Hanover
- Mechanicsville

### Sąsiednie hrabstwa
- Hrabstwo Spotsylvania
- Hrabstwo Caroline
- Hrabstwo King William
- Hrabstwo Goochland
- Hrabstwo Henrico
- Hrabstwo New Kent
- Hrabstwo Louisa